# 龍宮街道

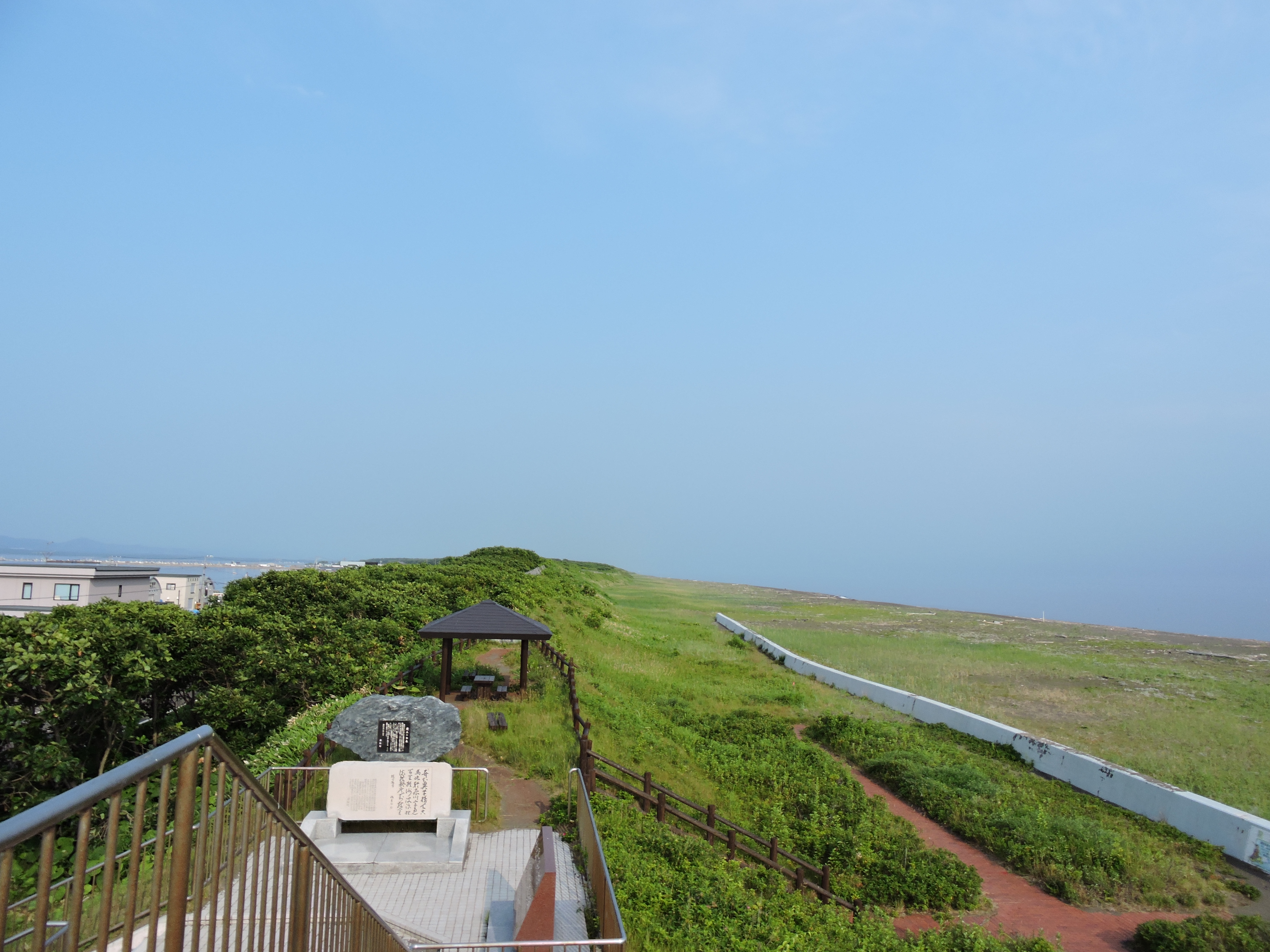
龍宮の碑と龍宮街道

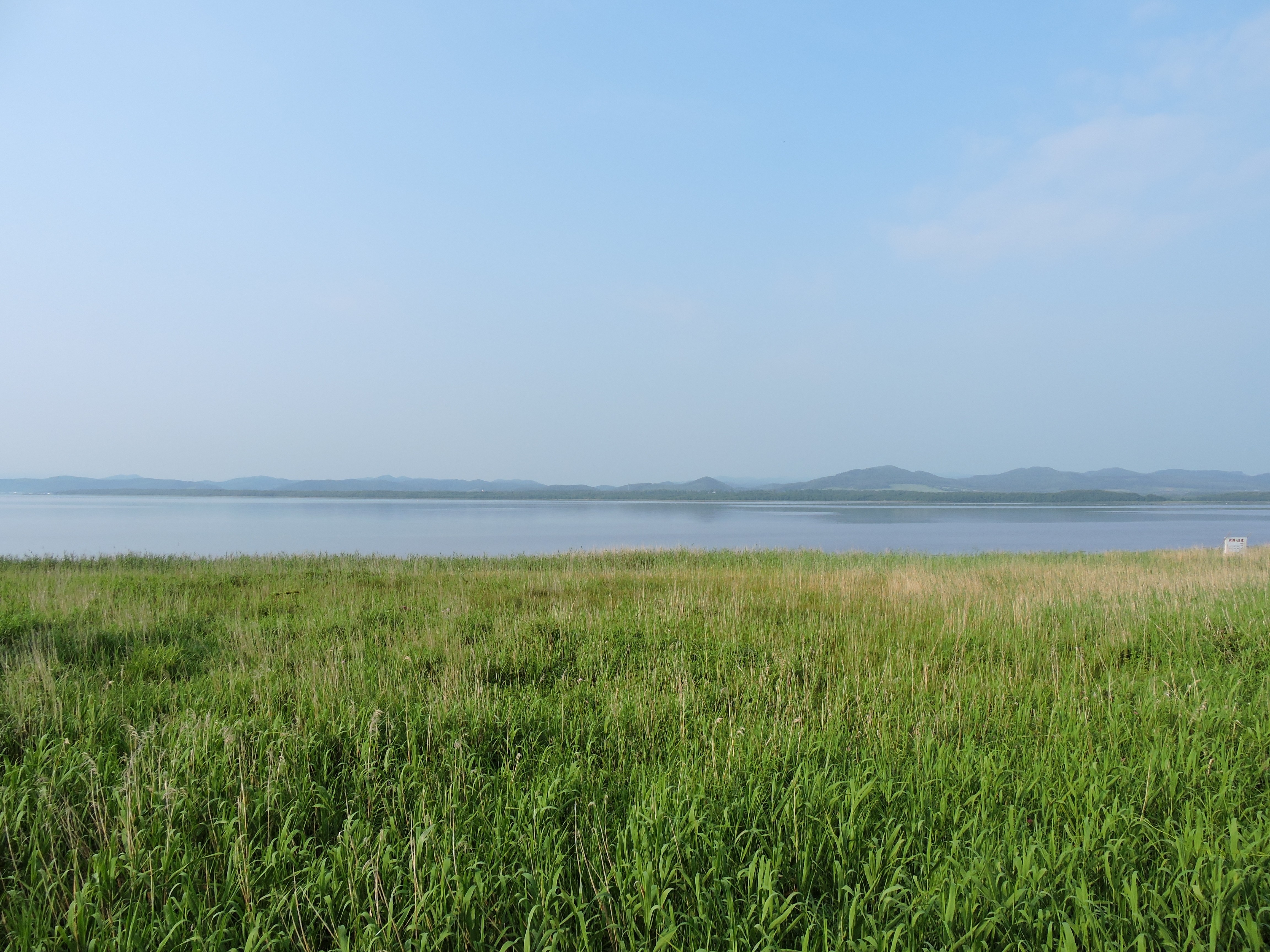
龍宮街道から望む砂嘴（サロマ湖）

龍宮街道（りゅうぐうかいどう）は、北海道紋別郡湧別町登栄床にある道である。龍宮街道には龍宮台展望公園があり、サロマ湖およびオホーツク海を一望できる展望台が設置されている。
公園には「龍宮の碑」があり、この地を命名した詩人・大町桂月の歌碑も建立されている。

## 名称の由来
龍宮街道は湧別町の市街地から緑地等管理中央センター・レイクパレス（公共宿）や三里浜キャンプ場へと続いている一般道道であり約12キロメートル (km) ある観光ルートとなっている。1921年（大正10年）に湧別町登栄床（三里浜）の海道に訪れた歌人である大町桂月は、オホーツク海とサロマ湖の景観に魅せられ、この地へつながる砂州を「龍宮へ続く道」と感銘したことから名付けられた。龍宮の碑には、行啓記念碑、桂月の歌碑、皇太子妃の歌碑、龍宮之碑が設けられている。
石碑には、第5回全国豊かな海づくり大会による皇太子・皇太子妃の行幸記念碑、次に桂月の歌碑、後ろに皇太子妃の歌碑「砂州越えて オホーツクの海 望みたり 佐呂間の水に 稚魚を放ちて」とあり、奥に龍宮之碑が置かれている。

## 歌碑
大町桂月の歌碑に書かれている内容は次の通りである。
奇花異草天空に接す
馬跡輪痕川の字に通る
百里の狭洲波浪の裡
恍然として疑う是龍宮に到るかと
ここには珍しい草花があり、天空に接しているようだ
馬車の通った跡は、川の字のように残っている
長く狭い洲は、波浪のなかにある
この景色を眺めていると恍然として、龍宮へ続く道かと疑ってしまう